# Luís Antônio (kommun)
Luís Antônio är en kommun i Brasilien.   Den ligger i delstaten São Paulo, i den sydöstra delen av landet, 600 km söder om huvudstaden Brasília. Antalet invånare är 11 286.
Följande samhällen finns i Luís Antônio:
- Luís Antônio

I omgivningarna runt Luís Antônio växer i huvudsak städsegrön lövskog. Runt Luís Antônio är det glesbefolkat, med 13 invånare per kvadratkilometer.